# Съцветие
Съцвѐтието представлява група от цветове с обща дръжка имаща определен тип структура и начин на нарастване. Повечето цветни растения образуват съцветия, но някои цветовете са разположени поединично върху собствени дръжки – лале, мак, кокиче, минзухар и др. Разнообразието на съцветията е изключително голямо и няма общоприета цялостна класификация на съцветията.

## Класификация
Съцветията традиционно се разделят на определени (цимозни) и неопределени (рацемозни) според начина на нарастване на съцветието.

### Цимозни съцветия
При цимозните съцветия растежът е симподиален – първоначално клонката завършва с един цвят, а после от нея странично израстват една (монохазий), две (дихазий) или повече (плейохазий) нови клонки също завършващи с цвят. От новите клонки също се развиват странични разклонения и така процесът може да продължава.
Когато разклоненията на монохазия излизат от една и съща страна, той се нарича едностранен или скорпионовиден монохазий (при незабравката), а когато излизат от срещуположни страни редувайки се, се нарича двустранен или спираловиден монохазий.
- едностранен монохазий
- двустранен монохазий
- дихазий
- дихазий отгоре
- плейохазий

### Рацемозни съцветия
При рацемозните (от лат.: racemus – „грозд“) съцветия нарастването е моноподиално – главната ос не завършва с цвят, а продължава да расте неопределено и от нея непрекъснато израстват нови разклонения завършващи или с цветове (прости рацемозни съцветия) или образуващи собствени разклонения (сложни рацемозни съцветия). Сложните съцветия могат да се разглеждат като прости, цветовете на които са заменени със съцветия. Основният вид рацемозно съцветие е гроздът. Останалите видове могат да се разглеждат като видоизменени гроздове.
Видове прости рацемозни съцветия:
- грозд – върху една неразклонена ос са разположени цветовете, които са на приблизително еднакво дълги дръжки (лавровишня, овчарска торбичка)
- клас – цветовете са приседнали върху една изправена основната ос. Може да се опише и като грозд без цветни дръжки. (живовляк, синя китка, пшеница, ечемик, овес, ориз)
- реса (котенце) – клас имащ мека и еластична ос поради което често е клюмнал или висящ надолу (мъжките съцветия на дъб, леска, бреза)
- щит – грозд при който дръжките на цветовете стават все по-къси от долу нагоре и затова цветовете се разполагат в една равнина (круша, глог)
- сенник – цветовете излизат от върха на главната ос и имат еднакво дълги дръжки (иглика, лук)
- кочан – представлява клас със силно удебелена главна ос (при царевица, змиярник)
- главица – главната ос е скъсена и кълбовидно надебелена и върху нея нагъсто са приседнали цветовете (при повечето сложноцветни и много други)
- кошничка – подобно на главицата, главната ос е силно удебелена, но формата ѝ е лещовидна – по-широка отколкото висока (при повечето сложноцветни)

- грозд
- клас
- реса
- щит
- сенник
- кочан
- главица
- кошничка

### Сложни съцветия
Съществуват и сложни съцветия съставени от различни комбинации от изброените по-горе прости съцветия. Те могат да бъдат еднородни (сложен клас, сложен сенник и др.), разнородни (метлица от класчета, плейохазий от дихазии) и смесени раземозно-цимозни (дихазий от гроздове, плейохазий от кошнички).
- сложен грозд
- сложен клас
- сложен сенник